# Matrangi, Yelbarga
Matrangi là một làng thuộc tehsil Yelbarga, huyện Koppal, bang Karnataka, Ấn Độ.